# Passetto

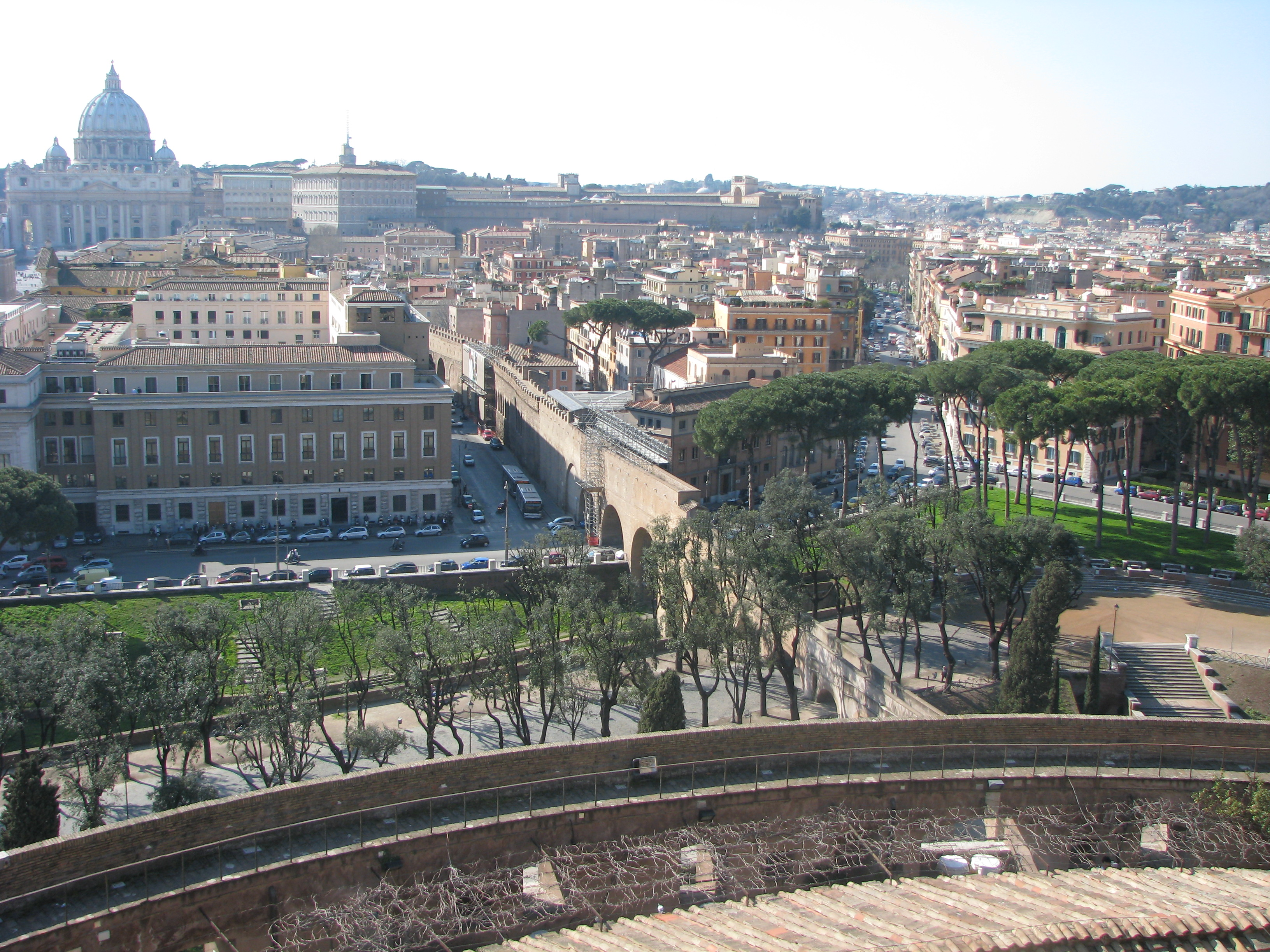
Trazado del "Passetto" desde el Vaticano (en el fondo) al Castillo Sant'Angelo.

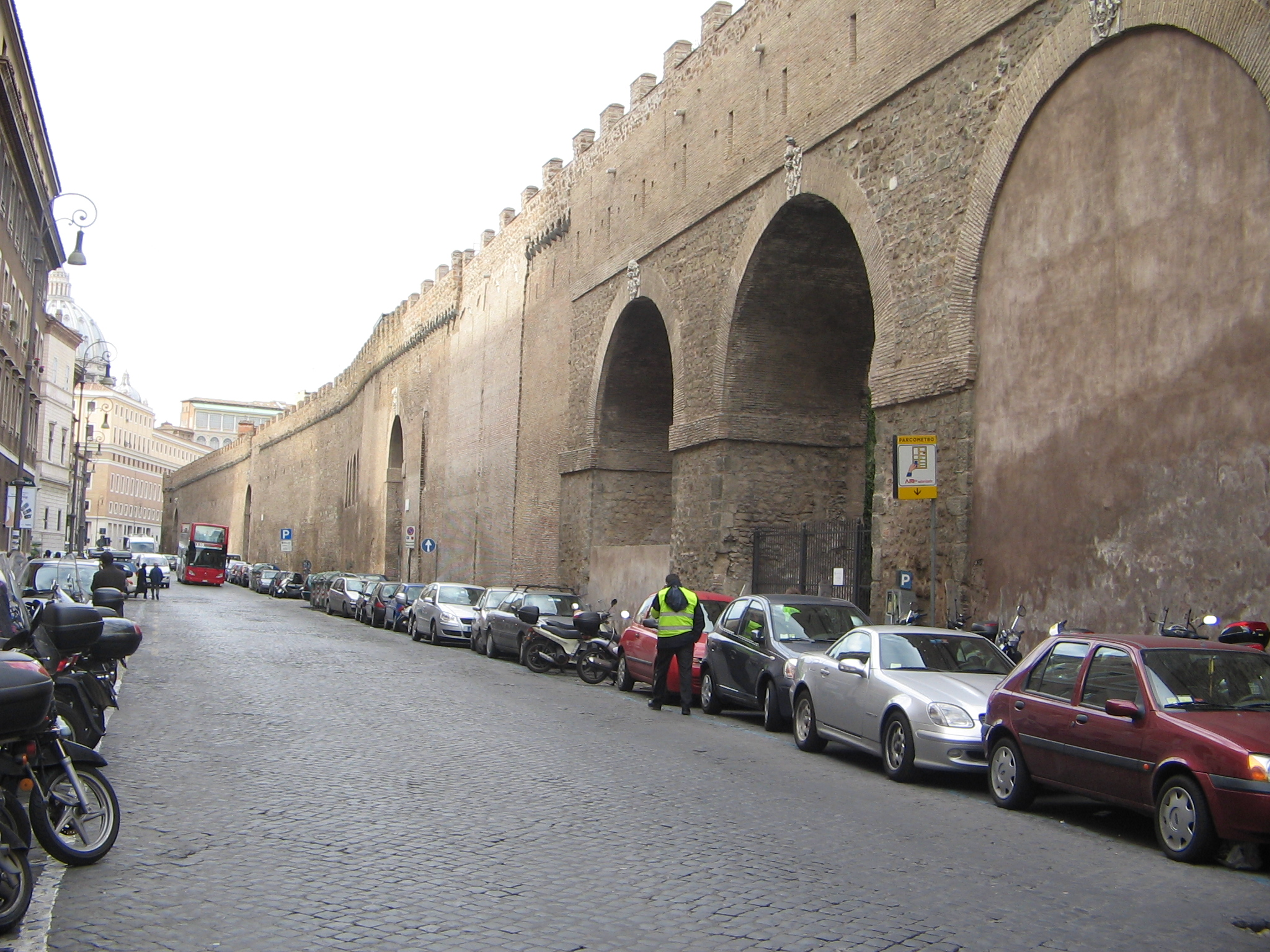
El "Passetto" visto desde abajo.

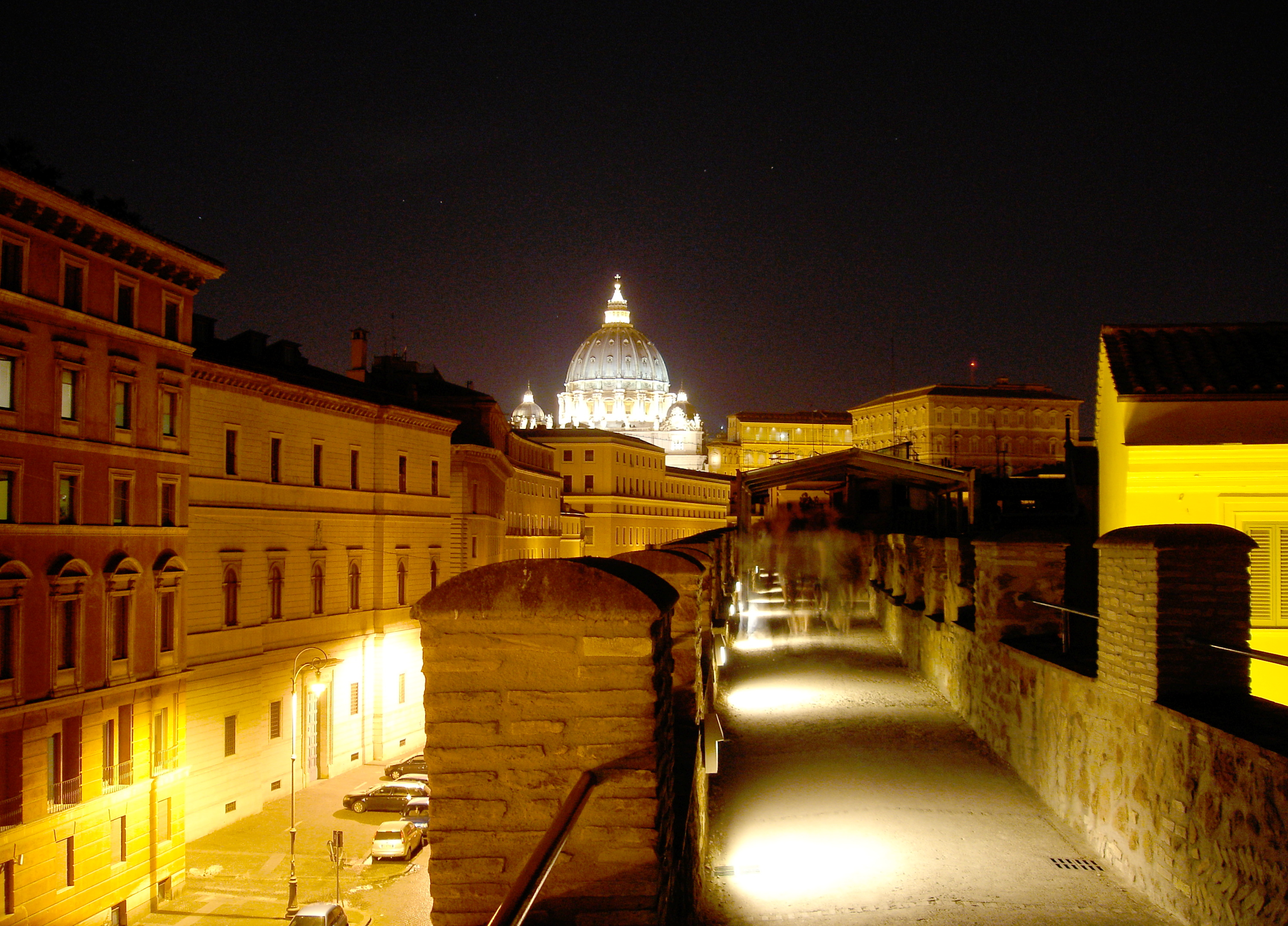
foto tomada sobre el "Passetto", en dirección hacia el Vaticano.

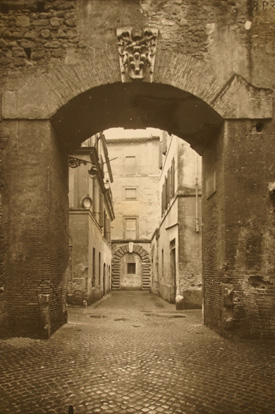
El Passetto en su contexto original: al fondo la parte trasera del Palazzo Rusticucci-Accoramboni visto desde Vicolo del Farinone, antes de la demolición del barrio(c. 1930)

El Passetto di Borgo, o simplemente Passetto, es un paso elevado que une la Ciudad del Vaticano con el Castillo Sant'Angelo. Se trata de un corredor de aproximadamente 800 metros de largo, 3,5 metros de ancho, y 14 metros de altura, ubicado en el distrito (rione) de Borgo en Roma, Italia. Fue erigido en 1277 por el papa Nicolás III, pero algunas partes de la muralla que lo sustenta fueron construidas por Totila durante la guerra Gótica. En varias ocasiones ha servido como vía de escape para papas en peligro. El Passetto cuenta con  un largo pasadizo en su interior del mismo tamaño que el pasaje, aunque no está abierto al público.
El papa Alejandro VI lo tuvo que atravesar cuando Carlos VIII de Francia invadió la ciudad con treinta mil hombres en agosto de 1494, y la vida del pontífice estaba en peligro.
También el papa Clemente VII, enfrentado a Carlos I de España, escapó hacia la seguridad del Castillo Sant'Angelo a través de este pasaje cuando las tropas amotinadas del monarca saquearon Roma el 6 de mayo de 1527 y masacraron a la Guardia Suiza Pontificia. El castillo se convirtió en la prisión del papa durante siete meses. Para conseguir su libertad se le pidió una capitulación formal y el pago de 300.000 ducados.
Tras la ocupación de Roma por el Reino de Italia en 1870 el Passetto quedó en desuso al perder el papado el Castillo Sant'Angelo. No fue mencionado en los Pactos de Letrán en 1929 y generó posteriormente una disputa respecto de su soberanía. Permaneció cerrado y en avanzado deterioro hasta que el papa Juan Pablo II decidió reconocer la soberanía italiana sobre el Passetto, hecho consumado mediante un intercambio de notas diplomáticas el 18 de mayo de 1991. Mediante el pago de un alquiler simbólico, la Santa Sede retiene bajo su control los primeros 80 metros del Passetto desde el Vaticano, para proveer a su seguridad. Luego de ser restaurado por el estado italiano, fue reabierto el 11 de noviembre de 1999, siendo permitidos los visitantes durante temporada estival.

## En la ficción
El Passetto desempeña un papel clave en la novela Ángeles y demonios de Dan Brown, mediante el cual el antagonista (un Nizarí) transporta al Castillo Sant'Angelo a cuatro cardenales secuestrados. Los protagonistas Robert Langdon y Vittoria Vetra utilizaron más tarde el Passetto como un acceso directo a la Ciudad del Vaticano. Esta misma forma de acceder al Vaticano se utilizó en Misión imposible 3. 
El Passetto también aparece en el juego Assassin's Creed 2 donde el protagonista Ezio lucha a lo largo de él desde el Castillo a la Capilla Sixtina. En el juego sin embargo, el Passetto está mal colocado a lo largo de las orillas del río Tíber.